# Don Camillo (pel·lícula de 1952)
Don Camillo és una pel·lícula franco-italiana de 1952 produïda i dirigida per Julien Duvivier i vagament basada en els personatges creats per Giovannino Guareschi en una sèrie d'històries curtes (1946-47), a continuació, reunits en el volum de març de 1948 per l'editorial Rizzoli.
La pel·lícula fou rodada a Brescello i produïda per Francinex (París) i Rizzoli Amato (Roma). Com que hi havia actors italians i francesos, cadascun parlava en la seva llengua i posteriorment foren doblats al francès i a l'italià. està situada en el setè lloc de la classificació de les pel·lícules italianes més taquilleres, amb 13.215.653 espectadors.

## Argument
En una petita vila de la vall del riu Po al nord d'Itàlia, on la terra és dura i la vida difícil, a les eleccions municipals de l'estiu del 1946 el Partit Comunista Italià obté la majoria a l'alcaldia i nomena alcalde Peppone. Manté conflictes amb el capellà local, Don Camillo, qui toca sempre la campana de l'església com a protesta contra les noves autoritats, sobretot quan vol batejar el seu fill nounat a la parròquia del poble. Malgrat els continus conflictes entre ambdós finalment mantindran una soterrada amistat.

## Repartiment
- Fernandel: Don Camillo
- Gino Cervi: Giuseppe “Peppone” Bottazzi
- Sylvie: Donna Cristina
- Vera Talchi: Gina Filotti
- Franco Interlenghi: Mariolino de la Bruciata
- Saro Urzì: il Brusco
- Charles Vissiere: Bisbe
- Marco Tulli: el Smilzo
- Giovanni Onorato: Scartazzini
- Gualtiero Tumiati: Ciro de la Bruciata
- Luciano Manara: Filotti
- Leda Gloria: Doña Bottazzi
- Mario Siletti: avv. Stiletti
- Manoel Gary: Cerratini, delegat del PCI
- Italo Clerici: àrbitre de futbol corrupte
- Giorgio Albertazzi: don Pietro
- Olga Solbelli: La mare de Gina
- Armando Migliari: Rosco de la Bruciata
- Carlo Duse: el Bigio
- André Hildebrand: Barchini, el tipògraf
- Clara Auteri: dona que fa cridar "Viva Peppone!"
- Peppino De Martino: un assessor majoria
- Franco Pesce: el sagristà
- Alda Brighenti: fill petit de Peppone
- Marcella Melnati: primera senyora tímida
- Didier d'Yd: un simpatitzant comunista
- Barbara Florian: un fanàtic comunista
- Jean Debucourt: Veu del crucifix (versió en francès), Ruggero Ruggeri (versió en italià)
- Narrador: Emilio Cigoli

## Seqüeles
La pel·lícula va tenir quatre seqüeles, per a un total de cinc pel·lícules més d'una inconclusa per la mort sobtada de Fernandel:
- Il ritorno di don Camillo (1953)
- Don Camillo e l'onorevole Peppone (1955)
- Don Camillo monsignore... ma non troppo (1961)
- Il compagno don Camillo (1965)
- Don Camillo e i giovani d'oggi (1970)